# Bateau-Lavoir

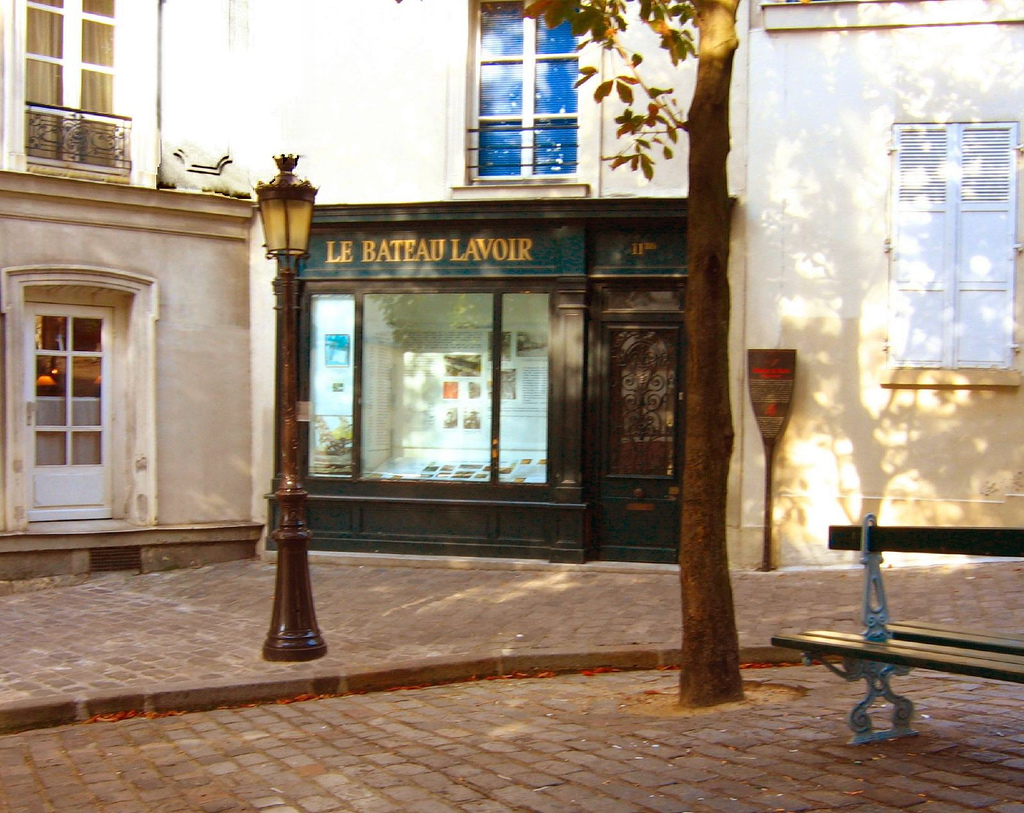
El Bateau-Lavoir

El Bateau-Lavoir (el vaixell-safareig en francès) és un immoble al barri de Montmartre, al districte 18è de París. És sobretot conegut per haver estat, a principis del segle xx, lloc de residència i de reunió de nombrosos pintors i escriptors. El 1970 va sofrir greus danys a conseqüència d'un incendi. Només en queda la façana de l'edifici original. Va ser reconstruït per a emprar-lo com allotjament d'artistes estrangers.
Conegut al principi com La casa del tramper, va ser rebatejat per Pablo Picasso i els seus companys el 1904 amb el nom que feia referència als vaixells amarrats a les ribes del Sena i utilitzats com safareigos.
Estava situat al número 13 del carrer Ravignan (antic carrer Émile Goudeau) i el primer artista a instal·lar-s'hi, el 1892, va ser Maxime Maufra. El lloc es va convertir ràpidament en un lloc de trobada d'artistes, entre els quals destacava Paul Gauguin.
Entre 1900 i 1904 va ser ocupat per dos grups d'artistes, el dels italians, agrupats entorn d'Ardengo Soffici, i el dels espanyols, encapçalats per Paco Durrio. Picasso va arribar el 1904, al final del seu període blau, per a començar el seu període rosa (va viure allí fins a 1909 i conservaria un taller fins a 1912). En aquesta època, els habitants eren Kees Van Dongen, Juan Gris, Joaquim Sunyer, Ricard Canals, Constantin Brâncuși, Amedeo Modigliani, Pierre Mac Orlan i Max Jacob, entre d'altres.
En 1907 s'exposa allí per primera vegada el quadre de Picasso Les senyoretes d'Aviyó. El 1908 es va celebrar un banquet memorable en honor de Henri Rousseau.
A partir de la Primera Guerra Mundial, l'edifici va perdre animació en benefici del barri de Montparnasse. Entre les moltes persones que solien freqüentar el lloc hi ha Henri Matisse, Georges Braque, Fernand Léger, André Derain, Raoul Dufy, Maurice Utrillo, Jean Metzinger, Louis Marcoussis, Guillaume Apollinaire, Alfred Jarry, Jean Cocteau, Raymond Radiguet, Gertrude Stein, Charles Dullin, Harry Baur o Ambroise Vollard.